# Bartosz Piszczorowicz
Bartosz Piszczorowicz (ur. 23 października 1999 w Kaliszu) – polski pływak.

## Życiorys
Startował w barwach klubów kaliskich UKS Delfin, UKS Dziewiątka i Włókniarza Kalisz, następnie został zawodnikiem G-8 Bielany Warszawa. W grudniu 2018 wyjechał do USA i od 2019 studiował na University of Louisville. W drużynie uniwersyteckiej występował do 2020. W 2021 przeniósł się na Uniwersytet Stanu Karolina Północna i został zawodnikiem NC State Wolfpack.
W 2016 wywalczył brązowy medal mistrzostw Europy w sztafecie 4 x 100 metrów stylem dowolnym (z Karolem Ostrowskim, Kacprem Stokowskim i Jakubem Kraską). W 2017 został mistrzem Europy juniorów w sztafecie 4 x 100 metrów stylem dowolnym (z Karolem Ostrowskim, Kacprem Stokowskim i Jakubem Kraską). Na tej samej imprezie wywalczył też dwa medale brązowe (w sztafecie 4 x 100 metrów stylem zmiennym - z Kamilem Kaźmierczakiem, Robertem Kusto i Jakubem Kraską oraz w sztafecie mieszanej 4 x 100 metrów stylem zmiennym - z Kornelią Fiedkiewicz, Aleksandrą Polańską i Jakubem Kraską). Również w 2017 został wicemistrzem świata juniorów sztafecie 4 x 100 metrów stylem dowolnym (z Karolem Ostrowskim, Kacprem Stokowskim i Jakubem Kraską). Został zgłoszony do startu podczas igrzysk olimpijskich w Tokio (2021), ale z uwagi na błąd proceduralny polskich działaczy wycofano go z zawodów.
Na mistrzostwach Polski seniorów na basenie 50-metrowym zdobył 10 medali:
- 2017: 100 metrów dowolnym: 3 m.
- 2018: 4 x 200 metrów stylem dowolnym: 1 m.
- 2019: 4 x 100 metrów stylem dowolnym: 1 m., 4 x 200 metrów stylem dowolnym: 3 m.
- 2021: 4 x 100 metrów stylem dowolnym: 1 m.
- 2022: 4 x 100 metrów stylem zmiennym (mix): 2 m., 4 x 100 metrów stylem dowolnym: 2 m., 4 x 100 metrów stylem dowolnym (mix): 3 m., 4 x 100 metrów stylem zmiennym: 3 m.
- 2023: 4 x 100 metrów stylem zmiennym: 1 m.

Na zimowych mistrzostwach Polski zdobył 13 medali:
- 2016: 100 metrów stylem dowolnym - 3 m.
- 2017: 4 x 100 metrów stylem dowolnym - 2 m., 4 x 50 metrów stylem zmiennym - 3 m.
- 2020: 4 x 50 metrów stylem zmiennym: 1 m., 4 x 100 metrów stylem zmiennym: 1 m., 200 metrów stylem dowolnym: 2 m., 4 x 100 metrów stylem dowolnym: 2 m., 4 x 50 metrów stylem zmiennym (mix) - 2 m.
- 2021: 100 metrów stylem dowolnym: 1 m., 200 metrów stylem dowolnym: 1 m., 4 x 100 metrów stylem dowolnym: 2 m., 4 x 50 metrów stylem zmiennym: 2 m.
- 2023: 200 metrów stylem dowolnym: 2 m.

Był mistrzem Atlantic Coast Conference na 200 jardów stylem dowolnym w 2019 w sztafecie 4 x 100 jardów stylem dowolnym w 2019, 2022 i 2023 oraz w sztafecie 4 x 200 jardów stylem dowolnym w 2019 i 2023